# Thrash Anthems
Thrash Anthems (с англ. — «Трэш-гимны») — студийный альбом немецкой трэш-метал-группы Destruction, выпущенный 19 января 2007 года на лейбле AFM Records. Является сборником из перезаписанных классических песен коллектива из прошлых альбомов и включает две новые песни: «Deposition (Your Heads Will Roll)» и «Profanity». В 2017 году вышло продолжение альбома под названием Thrash Anthems II, включающее перезаписи других старых песен Destruction.

## Список композиций
Слова и музыка всех песен — Destruction, если не указано иное.
| №                   | Название                            | Автор(ы)            | Оригинальный альбом | Длительность |
| ------------------- | ----------------------------------- | ------------------- | ------------------- | ------------ |
| 1.                  | «Bestial Invasion»                  |                     | Infernal Overkill   | 4:38         |
| 2.                  | «Profanity»                         | Зифрингер, Ширмер   | Оригинальная песня  | 5:56         |
| 3.                  | «Release from Agony»                |                     | Release from Agony  | 4:36         |
| 4.                  | «Mad Butcher»                       |                     | Mad Butcher         | 3:45         |
| 5.                  | «Reject Emotions»                   |                     | Mad Butcher         | 5:52         |
| 6.                  | «Death Trap»                        |                     | Infernal Overkill   | 4:52         |
| 7.                  | «Cracked Brain»                     |                     | Cracked Brain       | 3:46         |
| 8.                  | «Life Without Sense»                |                     | Eternal Devastation | 6:22         |
| 9.                  | «Total Desaster»                    |                     | Sentence of Death   | 3:26         |
| 10.                 | «Deposition (Your Heads Will Roll)» | Зифрингер, Ширмер   | Оригинальная песня  | 5:11         |
| 11.                 | «Invincible Force»                  |                     | Infernal Overkill   | 3:44         |
| 12.                 | «Sign of Fear»                      |                     | Release from Agony  | 6:36         |
| 13.                 | «Tormentor»                         |                     | Infernal Overkill   | 3:55         |
| 14.                 | «Unconscious Ruins»                 |                     | Release from Agony  | 4:17         |
| 15.                 | «Curse the Gods»                    |                     | Eternal Devastation | 5:16         |
| Общая длительность: | Общая длительность:                 | Общая длительность: | Общая длительность: | 72:14        |

| №                   | Название            | Оригинальный альбом | Длительность |
| ------------------- | ------------------- | ------------------- | ------------ |
| 16.                 | «Eternal Ban»       | Eternal Devastation | 3:14         |
| Общая длительность: | Общая длительность: | Общая длительность: | 75:28        |

## Участники записи
Destruction
- Марсель Ширмер — вокал, бас-гитара, продюсирование
- Майк Зифрингер — гитара, продюсирование
- Марк Рейгн — ударные, бэк-вокал, продюсирование

Приглашённые музыканты
- Гарри Уилкенс — гитарное соло на «Release from Agony» и «Cracked Brain», бэк-вокал
- Джейкоб Хансен — гитарное соло на «Death Trap» и «Invincible Force»
- V.O. Pulver — гитарное соло на «Unconscious Ruins», бэк-вокал
- Андре Гридер — бэк-вокал
- Фрэнки Винкельманн — бэк-вокал
- Рамона Гётц — бэк-вокал

Производственный персонал
- V.O. Pulver — звукоинженер
- Геро Кренц — звукоинженер
- Фрэнки Винкельманн — звукоинженер
- Джейкоб Хансен — сведение, мастеринг
- Катя Пиолка — фотографии
- Марко Ширмер — обложка